# Asphalt 7: Heat
Az Asphalt 7: Heat egy 2012-es videójáték, amit a Gameloft fejlesztett ki és publikált. Az Asphalt sorozat hetedik fő része. Először 2012. június 21-én jelent meg iOS-re.

## Játékmenet
A játék nagyon hasonlít a sorozat korábbi részeire; a játékos a készülék döntésével, megérintésével vagy egy virtuális kormánykerék használatával tudja irányítani. A játéknak van egy online többjátékos (multiplayer) módja,  amit a Wi-Fin, Bluetooth-on vagy internetes kapcsolaton keresztül lehet játszani. Minden verseny teljesítéséért öt csillag jár. Az "Adrenaline mód" megmaradt az Asphalt 6: Adrenaline-ból.

## Autók
A játékban 80 licenccel rendelkező autó érhető el.

## Pályák
A pályák szinte ugyanazok, mint az Asphalt 6-ban, csak új útvonalakat adtak hozzájuk: New York, Hawaii, Havana, Los Angeles, Nassau, Paris, Rio de Janeiro, Tokyo, Moscow, New Orleans, Reykjavík, London, Alps, Shanghai és Miami.

## Fordítás
Ez a szócikk részben vagy egészben  az   Asphalt 7: Heat című angol Wikipédia-szócikk fordításán alapul.  Az eredeti cikk szerkesztőit annak laptörténete sorolja fel. Ez a jelzés csupán a megfogalmazás eredetét és a szerzői jogokat jelzi, nem szolgál a cikkben szereplő információk forrásmegjelöléseként.